# Moskitfisk
Moskitfisk (Gambusia affinis), mer sällan omnämnd som moskitofisk, är en fiskart i familjen levandefödande tandkarpar som ursprungligen fanns i södra Nordamerika, men inplanterats på många platser i  Afrika, Asien, södra Europa och USA för bekämpning av malariamyggans larver, något som inte alltid givit önskvärt resultat. Moskitfiskar kan bli upp till 3 år gamla.

## Utseende
Moskitfisken är en liten men robust fisk med kroppens ovansida olivgrön till brun, blågrå sidor och silverfärgad buk. Vid analöppningen finns en mörk, framåtriktad triangel, och huvudets ovansida är ofta även denna mörk. Fenorna är mörka, ryggfenan har enbart mjukstrålar (7 till 9 stycken). Fjällen har en mörk kant, som ger en svagt rutig effekt. Bukhålans insida är svart, något som ofta kan skymtas genom huden hos levande exemplar, och det förekommer även helt melanistiska exemplar. Många individer har ett mörkt streck genom ögat. Förutom genom storleken skills könen från varandra genom honans större buk, och genom att analfenan hos hanen är omvandlad till ett kanalförsett parningsorgan – ett så kallat gonopodium. Honan kan bli 53 mm lång, den betydligt mindre hanen 28 mm.

## Utbredning
Moskitfiskens ursprungsområde var flodområden från New Jersey i USA till centrala Mexiko och österut till Indiana, Colorado, New Mexico och Texas, men den har införts till större delen av USA inklusive Hawaii, Puerto Rico och Guam. Den har även introducerats till flera andra länder och områden, som Sydfrankrike, Spanien, Italien, Balkan, Sydryssland och Turkiet, ofta i syftet att bekämpa malariamyggans larver. I många fall har detta dock lett till svåra, ekologiska problem.
Arten är en robust fisk som inte har några större krav på vattenkvaliteten utan kan förekomma i flera olika typer av vattensamlingar som sjöar och dammar, gärna med riklig växtlighet, mindre vattendrag som dräneringsdiken samt lugnvatten i större, långsamma vattendrag. Den tål ett pH mellan 6 och 8, och kan även förekomma i bräckt vatten. Däremot är toleransen mindre mot låga temperaturer.

## Fortplantning
Leken äger rum under större delen av den varma årstiden; i Texas från mars till oktober. Fortplantningen sker genom inre befruktning, där hanens gonopodium används som parningsorgan. Fiskarna är vivipara och honan föder sålunda levande ungar: vanligtvis omkring 60, men ibland över 300 ungar åt gången efter 3 till 4 veckors dräktighet. Hon kan föda ungar mellan 2 och 6 gånger per säsong, även utan mellanliggande parningar, eftersom hon genom så kallad förrådsbefruktning kan spara livskraftig sperma i äggledarna. Honan kan bli könsmogen vid 6 veckors ålder, men honor födda under den senare delen av lektiden tar vanligtvis längre tid på sig och blir inte könsmogna förrän i början av nästa lektid. Hanar blir könsmogna när de är omkring en månad gamla.

## Födointag
Dieten består främst av djurplankton, små insekter och deras larver, men den kan även ta fiskägg och -yngel. Som namnet antyder tar den en stor del mygglarver. Ynglen tar främst hjuldjur.

## Taxonomi
Ett problem när det gäller att avgöra artens exakta spridning rör dess taxonomiska ställning: Till helt nyligen (1988–1991) betraktade man moskitfisken, Gambusia affinis, och dess nära släkting G. holbrooki som underarter av samma art; det råder därför viss osäkerhet om vilken art som inplanterats var.

## Ekologisk påverkan
Moskitfisken har som ovan påpekats ofta införts till ett stort antal länder för att minska antalet malariamyggor, men dess betydelse som myggbekämpare är dock överdriven; dels tar den, speciellt i områden där den införts, en stor del av ägg och larver av andra, myggätande organismer som fiskar, ryggradslösa djur och stjärtlösa groddjur, dels är den mycket aggressiv och kan skada och döda andra fiskar. Den kan dessutom orsaka algblomning genom att äta andra djur som kontrollerar algtillväxten.